# 小行星3242
小行星3242（3242 Bakhchisaraj）是一颗绕太阳运转的小行星，为主小行星带小行星。该小行星于1979年9月22日发现。
該小行星以克里米亞共和國的城市巴赫奇薩賴命名。

## 轨道参数
小行星3242的轨道半长轴为2.6788603 UA，离心率为0.161。